# Malá Vrbka
Malá Vrbka (in tedesco Klein Würbka) è un comune della Repubblica Ceca facente parte del distretto di Hodonín, in Moravia Meridionale.